# La Lastrilla
La Lastrilla es un municipio y localidad española de la provincia de Segovia, en la comunidad autónoma de Castilla y León. Se segregó de la ciudad de Segovia en 1834. Anteriormente era un arrabal perteneciente a dicho municipio, del que se desligó de manera definitiva en 1889.
En su término municipal se encuentran los núcleos de La Lastrilla y El Sotillo además de los despoblados de Ojalvilla (medieval) y La Mina (siglo XX).

## Geografía

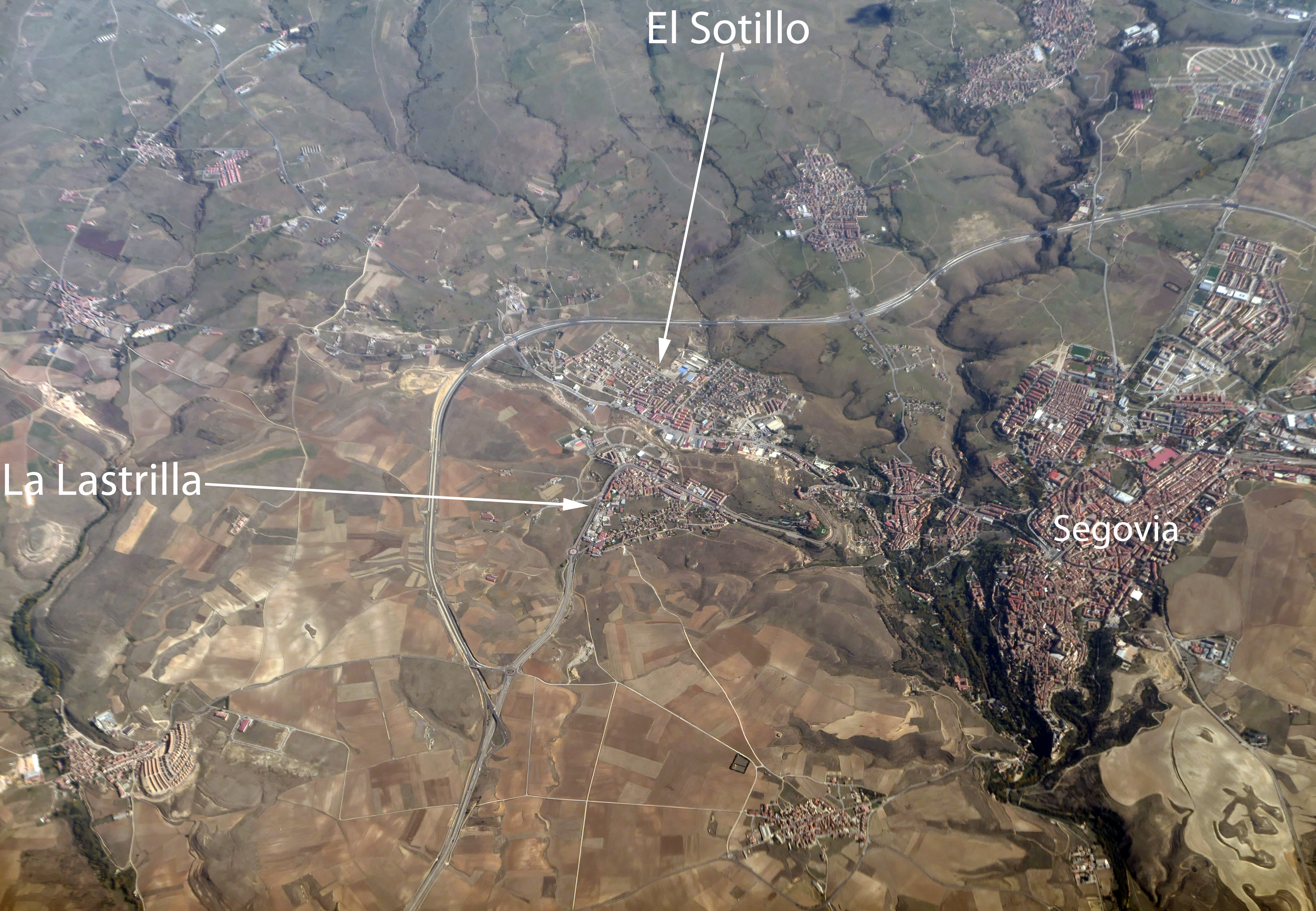
Vista aérea de La Lastrilla y El Sotillo

Integrado en la Comunidad de Ciudad y Tierra de Segovia, se sitúa físicamente unido a la capital segoviana. 
Políticamente, La Lastrilla se divide en dos zonas principales:
- La Lastrilla
- El Sotillo donde antes se ubicaba la desaparecida aldea de Ojalvilla.[2] Esta zona ha experimentado un gran crecimiento en la última década por su cercanía a Segovia.

El término municipal está atravesado por la carretera nacional N-110 entre los pK 187 y 189, además de por la carretera autonómica CL-601a, que conecta con Segovia, y la carretera de circunvalación de la ciudad SG-20. 
El relieve del territorio está caracterizado por la meseta que continúa a la ladera occidental de la sierra de Guadarrama, destacando el escalón que da lugar el valle del río Ciguiñuela antes de su desembocadura en el Eresma. La altitud oscila entre los 1090 metros al norte y los 990 metros al sur, en el límite con la ciudad de Segovia. El pueblo se alza a 1066 metros sobre el nivel del mar. 

Por la localidad trascurre el Camino de San Frutos, en la primera etapa de su itinerario principal. 

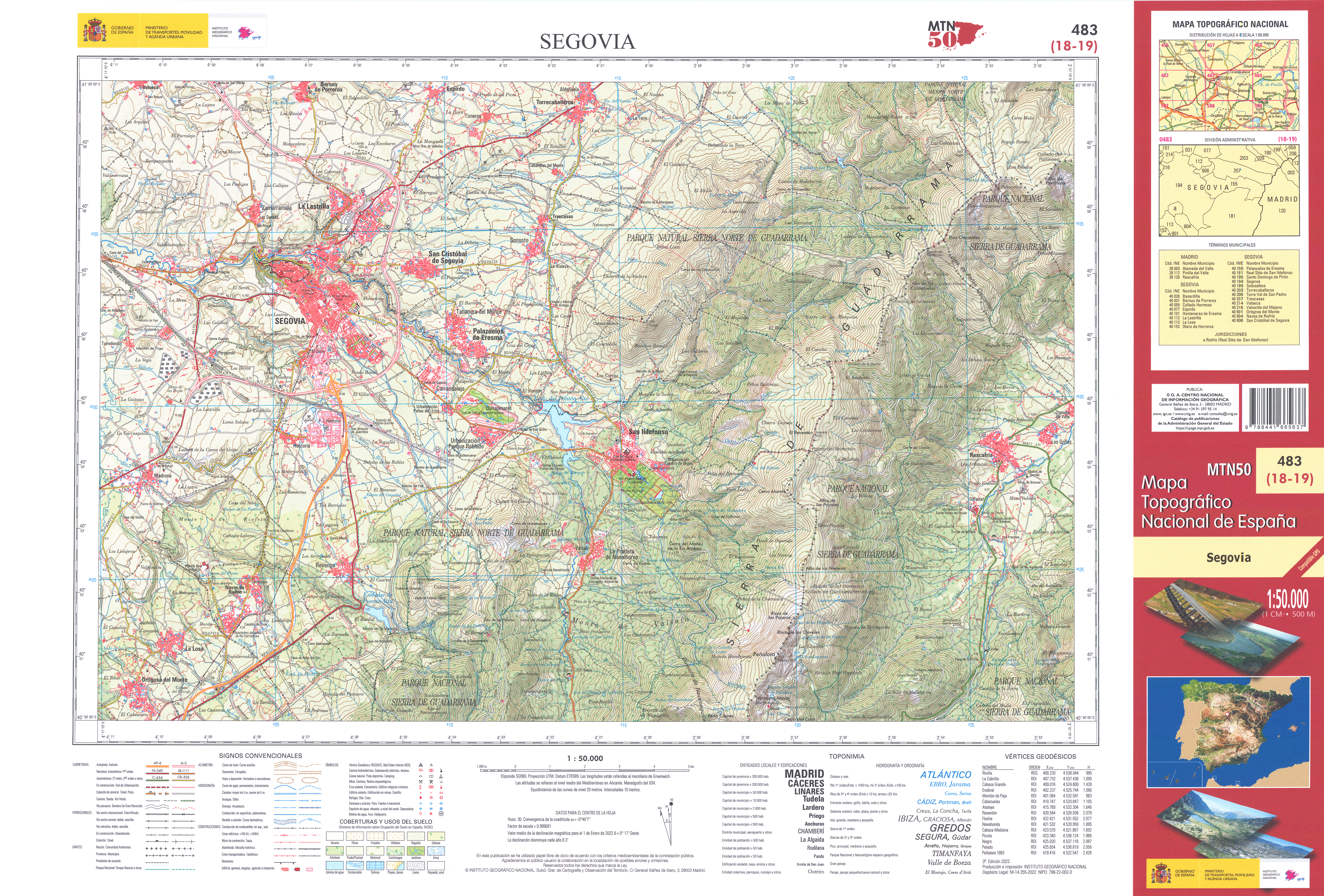
Fragmento de la hoja 483 del Mapa Topográfico Nacional de España de 2022 en el que se representa el municipio de La Lastrilla

| Noroeste: Bernuy de Porreros | Norte: Espirdo                          | Noreste: Trescasas                |
| Oeste: Segovia               |                                         | Este: San Cristóbal de Segovia    |
| Suroeste: Segovia            | Sur: Segovia y San Cristóbal de Segovia | Sureste: San Cristóbal de Segovia |

## Historia
Según Francisco Javier Mosácula María, doctor en Historia por la UNED, el origen del municipio parece encontrarse en un puesto avanzado para el cobro de tasas de acceso a la ciudad. Alrededor de este puesto se formaría un núcleo de población durante el proceso de colonización castellana (del siglo X al siglo XII). En estas se asentaron las gentes provenientes de los valles cántabros, vascos y navarros que se mezclaron con los reductos poblacionales autóctonos.
Los documentos escritos nos dan cuenta de la existencia de La Lastrilla desde hace aproximadamente 800 años, pero existe un pasado prehistórico del que nos informan los testimonios hallados como consecuencia de las excavaciones de los yacimientos poblacionales en donde vivieron nuestros antepasados más remotos. En efecto, esta constatada la presencia de grupos humanos que hace miles de años tuvieron como asentamiento de sus poblados los terrenos del actual término municipal de La Lastrilla. Así lo prueba el yacimiento excavado recientemente en el paraje denominado como Las Zumaqueras, donde han aparecido restos de un poblado de la Edad del Bronce cuya antigüedad podemos datar hacia el año 1200 a. C., aproximadamente.
Para los tiempos romanos posteriores, la mejor prueba del poblamiento de las tierras segovianas la constituye la presencia del acueducto de Segovia. Se especula que la piedra necesaria para su construcción pudiera haber salido de los bolos de granito que se extienden a flor de tierra por el barrio de San Lorenzo de Segovia y en El Sotillo, núcleo poblacional perteneciente a La Lastrilla.
La primera vez que se menciona a La Lastrilla con este nombre, corresponde a un documento eclesiástico escrito es en 1247, como consecuencia de las relaciones de préstamo efectuadas por la mesa episcopal y por la de los canónigos a los colonos que trabajan las tierras propiedad de la Iglesia.
La segunda noticia nos la proporcionan las Ordenanzas que regulan el consumo del agua de la Cacera del río Cambrones por parte de la Noble Junta de Cabezuelas, elaboradas en 1401, y que podrían haber sustituido a otras anteriores conocidas desde tiempo inmemorial. En este documento se menciona a La Lastrilla como titular de los derechos de Ojalvilla, población hoy en día desaparecida pero que entre el siglo XI y siglo XIV se asentó en los terrenos en los que hoy lo hace El Sotillo.
La tercera noticia escrita data de los primeros años del siglo XVI. Nos la proporciona el documento fechado en 1533 cuyo contenido es el Parecer sobre las averiguaciones de las vecindades de la provincia de Segovia, y en el que se menciona a La Lastrilla como arrabal de Segovia.
Las tierras de labor pertenecientes al término municipal del pueblo son eminentemente agrarias y la dedicación de sus vecinos, por tanto, siempre ha estado relacionada con las labores propias de la economía agrícola y ganadera. Por este motivo, cuando se confeccionó el Catastro del Marqués de la Ensenada, hacia la mitad del siglo XVIII, quedaron reflejadas en dicho documento muchas y muy variadas noticias sobre la economía y las costumbres sociales de esta pequeña aldea segoviana.
A partir de estas fechas las noticias sobre La Lastrilla son abundantes y en el siglo XIX nos informan sobre la independencia del pueblo a partir de 1833, tras la nueva reorganización provincial efectuada por el ministro Javier de Burgos. Las fuentes de información más ricas para conocer el pasado reciente del pueblo, las encontramos en los Libros de Actas del Ayuntamiento y en los Libros Sacramentales de la parroquia de San Juan Bautista.
La existencia del pueblo se debe a la presencia de la fuente de San Frutos en sus cercanías. De ella se han abastecido sus habitantes a lo largo del tiempo, lo que ha condicionado las posibilidades de crecimiento del pueblo, dado que dicha fuente solamente era capaz de calmar la sed de un número muy limitado de vecinos. Por esta razón, la población de La Lastrilla nunca ha superado los 250 habitantes, hasta que en los últimos años fue modernizada la red de abastecimiento de agua domiciliaria. Las nuevas infraestructuras han permitido un importante crecimiento de la población y una gran diversidad en lo que a las actividades económicas se refiere, pudiendo afirmar que en la actualidad La Lastrilla es uno de los municipios con mayor crecimiento de la provincia de Segovia.
Antiguamente existieron la aldea de Ojalinilla, situada a un km al sureste bajo la actual urbanización de El Sotillo, y la aldea de El Terminillo, situada a un km al noroeste, junto al actual Parador de Segovia, estando una parte en el término de La Lastrilla y otra parte en el de la ciudad vecina de Segovia.

## Geografía humana

### Demografía
Cuenta con una población de 4697 habitantes (INE 2024).
| Gráfica de evolución demográfica de La Lastrilla entre 1828 y 2021 |
| |
| Población según el Diccionario geográfico-estadístico de España y Portugal de Sebastián Miñano. Población de derecho según los censos de población del INE. Población de hecho según los censos de población del INE. |

## Símbolos
El escudo heráldico y la bandera que representan al municipio fueron aprobados oficialmente el 26 de mayo de 2009. El escudo se blasona de la siguiente manera: 

«Escudo partido. 1: En campo de plata una maza y un pico de cantero de sable puestos en aspa, sobre ondas de azur y plata. 2: En campo de azur una cruz resaltada de un creciente, emblema de la noble Junta de Cabezuelas.»
Boletín Oficial de Castilla y León nº 147/2009 de 04 de agosto de 2009

La descripción textual de la bandera es la siguiente:

«Paño cuadrado de proporción 1:1, dividido verticalmente en dos franjas de igual anchura, azul al asta y blanca al batiente. Sobrepuesto al centro, el escudo municipal en sus colores.»
Boletín Oficial de Castilla y León nº 147/2009 de 04 de agosto de 2009

## Administración y política

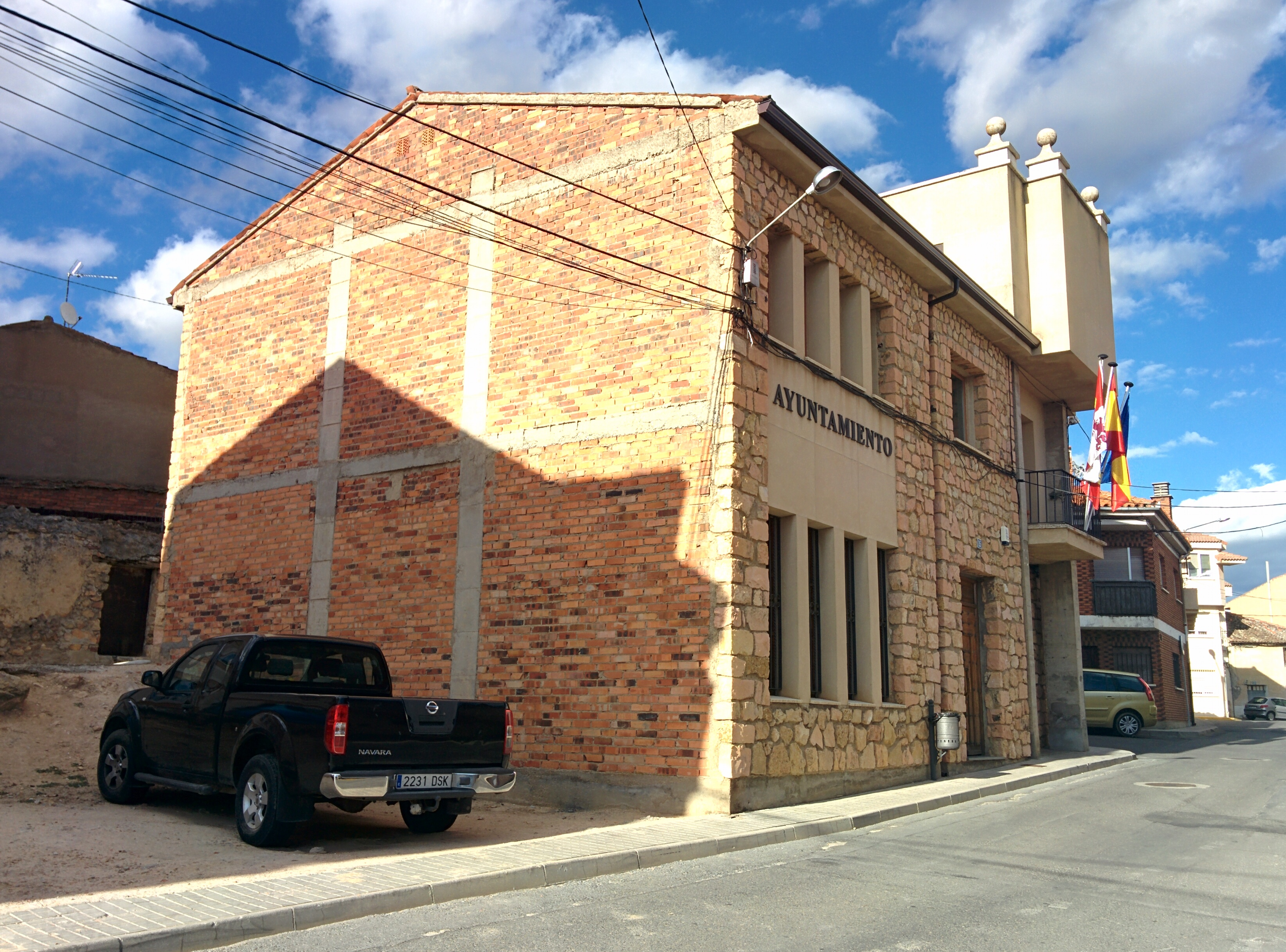
Casa consistorial

Distribución del Ayuntamiento tras las elecciones municipales de 2023

### Lista de alcaldes
| Periodo   | Nombre                                   | Partido |
| --------- | ---------------------------------------- | ------- |
| 1979-1983 | Julio Boal García                        | UCD     |
| 1983-1987 | Julio Boal García                        | CP      |
| 1987-1991 | Julio Boal García                        | PDP     |
| 1991-1995 | Julio Boal García                        | PP      |
| 1995-1999 | Julio Boal García                        | PP      |
| 1999-2003 | Julio Boal García                        | PP      |
| 2003-2007 | Julio Boal GarcíaVicente Calle Enebral   | PP      |
| 2007-2011 | Vicente Calle Enebral                    | PP      |
| 2011-2015 | Vicente Calle Enebral                    | PP      |
| 2015-2019 | Vicente Calle Enebral                    | PP      |
| 2019-2023 | Vicente Calle EnebralElisabet Lázaro Gil | PP      |
| 2023-act. | Elisabet Lázaro Gil                      | PP      |

## Autobuses

Plano Metropolitano Segovia donde aparecen las líneas a su paso por La Lastrilla

La Lastrilla forma parte de la red de transporte Metropolitano de Segovia que va recorriendo los distintos pueblos de la provincia.
| Línea | Trayecto                                |
| ----- | --------------------------------------- |
| M4    | La Lastrilla - Segovia (por El Sotillo) |

## Cultura

### Patrimonio

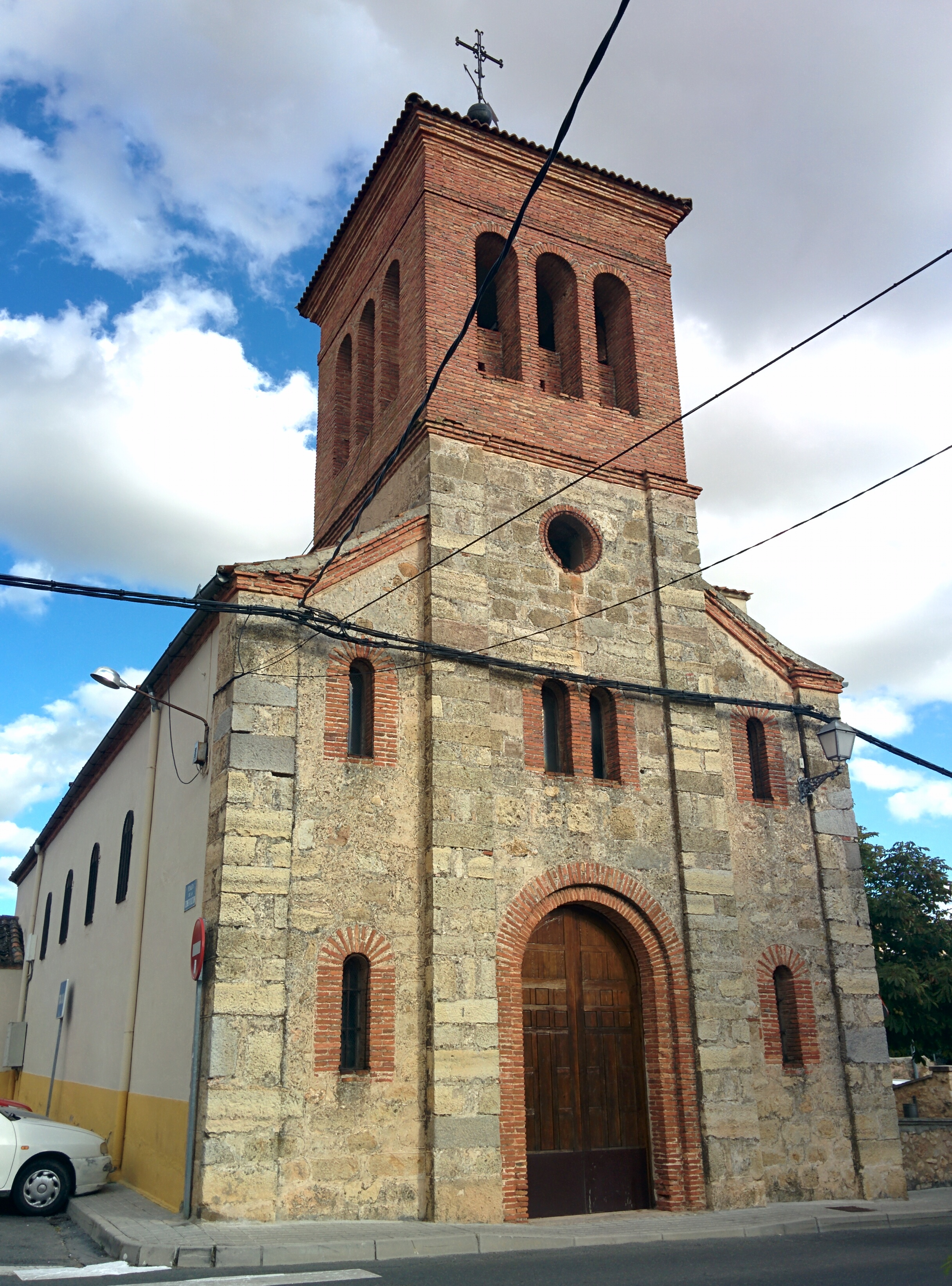
Iglesia de San Juan Bautista

- Iglesia parroquial de La Lastrilla, que se localiza en el centro de lo que fuera su antiguo casco histórico. Es un sencillo edificio barroco de una sola nave con cabecera poliédrica, a cuyos pies se instala una torre campanario de ladrillo construido en época moderna, que se apoyó en el muro de sillería de su antigua espadaña.

### Fiestas
- Día de la Cacera Mayor, el último sábado de mayo;
- San Isidro Labrador, el 15 de mayo;
- San Juan Degollado, el tercer fin de semana de agosto;
- Fiestas de El Sotillo en honor al santo segoviano San Alfonso Rodríguez, el primer fin de semana de septiembre;